# Fields (Junip)
Fields è il primo album della band svedese indie rock Junip.

## Tracce
1. In Every Direction – 3:06
2. Always – 3:37
3. Rope & Summit – 5:20
4. Without You – 5:30
5. It's Alright – 3:27
6. Howl – 3:35
7. Sweet & Bitter – 3:35
8. Don't Let It Pass – 3:57
9. Off Point – 3:41
10. To The Grain – 4:10
11. Tide – 6:51